# Pulsellum falklandicum
Pulsellum falklandicum är en blötdjursart som beskrevs av Dell 1964. Pulsellum falklandicum ingår i släktet Pulsellum och familjen Pulsellidae. Inga underarter finns listade i Catalogue of Life.